# Escola d'Arts i Oficis de Manresa
L'Escola d'Arts i Oficis de Manresa és una escola fundada a Manresa el 8 de gener de 1902 per l'alcalde Maurici Fius i Palà. Hi han estudiat nombrosos pintors cèlebres manresans. Primer tingué la seva seu al Col·legi Sant Ignasi que més tard, l'any 1982, passà a l'antic col·legi Infants de la carretera de Vic.
El 9 de maig de 1902 s'inaugurava oficialment l'Escola d'Arts i Oficis de Manresa. La seva creació responia a la demanda, cada cop més gran, de formació de la classe obrera.
La inauguració de l'Escola va ser per a la ciutat de Manresa tot un esdeveniment. L'alcalde Maurici Fius i Palà, reuní el dia de la inauguració personalitats del món de la política, la cultura, l'exèrcit i l'església. Posteriorment l'Escola rebria la visita del Rei d'Espanya Alfons XIII.
La primera ubicació de l'Escola va ser a l'antic Col·legi de Sant Ignasi. Allà hi trobem les antigues aules de dibuix i el primer claustre de professors. En un principi era més una escola d'oficis que no pas d'arts. El primer director del centre fou Fruitós Verneda.
Després de la Guerra civil espanyola l'Escola reprengué la seva activitat al Grupo Escolar Generalísimo Franco. Alguns professors van ser depurats per motius ideològics i l'ensenyament es caracteritzà per una gran migradesa de recursos. Va ser un període durant el que les arts van quedar a segon terme darrere dels oficis.
L'any 1982 l'escola passar a l'antic Col·legi dels Infants. Va ser l'època en què es començaren a treballar els cursos i tallers monogràfics dedicats a vitrall, ceràmica, torn, gravat, serigrafia, dibuix, pintura, fotografia, tapís…
Posteriorment esdevingué la separació dels oficis i de les arts amb la nova definició de l'Escola. També arribà la ubicació definitiva en l'actual Capella de l'antic Col·legi dels Infants.